# Лоуренс Аравийский (фильм)
«Лоуренс Аравийский» (англ. Lawrence of Arabia) — эпический кинофильм 1962 года режиссёра Дэвида Лина о Т. Э. Лоуренсе и событиях Арабского восстания 1916—1918 годов, удостоенный семи премий «Оскар», в том числе за лучший фильм. Фильм сделал начинающих актёров Питера О’Тула и Омара Шарифа мировыми кинозвёздами первой величины.
В ходе опроса, проведённого журналом Empire, картина заняла первое место в списке «Сто лучших британских фильмов всех времён». Британский институт кино отвёл ей третье место. Стивен Спилберг называл этот фильм своим самым любимым, который во многом вдохновил его на карьеру кинорежиссёра.

## Сюжет
Фильм является рассказом о событиях жизни офицера британской разведки Т. Э. Лоуренса, работавшего в годы Первой мировой войны в Сирии в активном взаимодействии с арабскими кочевниками и получившим по этой причине прозвище «Аравийский». Лоуренс активно внедрился к арабам, проникся их духом и по сути возглавил партизанскую войну арабов против Османской империи (т. н. «Войну в пустыне»). Сценарий основан на автобиографическом бестселлере Лоуренса «Семь столпов мудрости», а также на исторических исследованиях биографов Лоуренса.

### Первая часть
Бывший полковник Лоуренс разбивается на мотоцикле. На панихиде в соборе Святого Павла корреспонденты опрашивают людей, знавших его. Воспоминания переносят участников во времена военных событий.
Молодого офицера Лоуренса (Питер О’Тул), которого, несмотря на образованность, окружающие офицеры считают клоуном, по просьбе Арабского бюро отправляют в пустыню, чтобы установить связь с принцем Фейсалом (Алек Гиннесс). Шериф Али (Омар Шариф) убивает его проводника, заявляя, что гасими не могут пить из колодцев харишей. Встретив английского советника, Лоуренс достигает лагеря Фейсала и своей искренностью и уважением к местным обычаям завоёвывает расположение принца. Он заявляет арабам, что они представляют собой единую нацию и, пока их племена враждуют между собой, им не добиться свободы. Лоуренс возражает против предложения англичан присоединить арабские войска к основным силам англичан и считает, что способность арабов пересекать пустыню на верблюдах даёт огромное преимущество, так как они могут нанести удар в любом месте.
По плану Лоуренса небольшой отряд пересекает безводную пустыню Нефуд, чтобы напасть на портовый город Акабу, его защитники ждут удара с моря, а не с суши. Он подбивает вождя ховейтатов Ауду абу Тайи (Энтони Куинн) напасть на Акабу. В результате внезапного удара с суши арабы берут город. Чтобы успокоить взбешённого Ауду, не нашедшего золота, и для доклада командованию о победе, Лоуренс с двумя мальчиками-слугами отправляется в тяжёлый переход через Синай.
Один из мальчиков — Дауд, — тонет в зыбучих песках, на глазах у своих спутников, Лоуренс достигает Суэцкого канала. Новый командующий британскими войсками Алленби (Джек Хокинс) соглашается с планом Лоуренса перекрыть железную дорогу из Дамаска на Медину, но, несмотря на свои обещания, не даёт арабам артиллерию.

### Вторая часть
Американский корреспондент Бентли присутствует при двух нападениях арабов на турецкие поезда. Во время минирования железной дороги получает тяжёлое ранение другой мальчик — Фаррадж, слуга Лоуренса, ему приходится пристрелить раненого. С наступлением зимы активность арабов снижается. На зимовке в пылу спора Лоуренс заявляет, что в одиночку сможет поднять мятеж в городе Даръа. Там его задерживает турецкий патруль и отводит его к командиру-гомосексуалу, который отдал приказ искать людей с красивой необычной внешностью. Лоуренс отвергает его домогательства и подвергается жестокому избиению палками. Это надламывает его веру в себя.
Выбравшись из Деръа́, Лоуренс сменяет бедуинский наряд на офицерскую форму и требует перевода на обычную службу. Однако Алленби планирует большое наступление на Дамаск и ему удаётся переубедить майора. В дополнение к старым союзникам Лоуренс подкупает новых. По дороге на Дамаск Лоуренс приказывает вырезать турецкую бригаду (солдаты которой незадолго до этого ограбили деревню, убив и изнасиловав местных жителей). Алленби вступает в Дамаск, но узнаёт, что большая часть города уже контролируется Лоуренсом и Арабским национальным советом.
Из-за племенных распрей Лоуренсу не удаётся наладить жизнедеятельность служб города. Он бессилен помочь даже двум тысячам раненых турецких солдат в городском госпитале. Арабы покидают Дамаск. Начинаются политические манёвры вокруг будущего устройства Сирии. Принц Фейсал собирается на мирную конференцию в Европу и цинично замечает, что Лоуренса надо убрать отсюда. Всплывает информация о планах англичан и французов поделить между собой Ближний Восток. Разочарованный происходящим Лоуренс, произведённый в полковники, отплывает на Родину.

## В ролях
| Актёр          | Роль                              |
| -------------- | --------------------------------- |
| Питер О’Тул    | Т. Э. Лоуренс                     |
| Алек Гиннесс   | принц Фейсал                      |
| Энтони Куинн   | Ауда ибу Тайи                     |
| Джек Хокинс    | генерал Алленби                   |
| Омар Шариф     | Шериф Али-ибн-эль-Хариш           |
| Хосе Феррер    | турецкий бей                      |
| Энтони Куэйл   | полковник Гарри Брайтон           |
| Клод Рейнс     | мистер Драйден                    |
| Артур Кеннеди  | Джексон Бентли                    |
| Дональд Вулфит | генерал Мюррей                    |
| Майкл Рэй      | Фаррадж                           |
| Джон Димек     | Дауд                              |
| И. С. Джохар   | Гасим                             |
| Зиа Мойеддин   | Тафас                             |
| Гамиль Ратиб   | Маджид (озвучивает Роберт Риетти) |
| Хью Миллер     | полковник медицинской службы      |
| Фернандо Санчо | турецкий сержант                  |

Фильм примечателен тем, что в нём не занято ни одной актрисы (хотя женщины в кадр всё же попадают, например в сцене с турецким госпиталем туда привозят сестёр красного креста). По мнению Дж. Розенбаума, отсутствие женщин позволяет отнести «Лоуренса Аравийского» к числу самых насыщенных мужской чувственностью фильмов такого эпического размаха.
На роль Шерифа Али-ибн-эль-Хариш претендовали французский актёр Морис Роне и болливудский актёр Дилип Кумар.

## Производство

### Подготовка к производству
Предыдущие фильмы о Т. Э. Лоуренсе были запланированы, но не были сняты. В 1940-х годах Александр Корда был заинтересован в съемках «Семи столпов мудрости» с Лоренсом Оливье, Лесли Говардом или Робертом Донатом в роли Лоуренса, но вынужден был отказаться из-за финансовых трудностей. К Дэвиду Лину обратились с просьбой снять версию 1952 года для The Rank Organization, но проект провалился. Одновременно с подготовкой фильма Теренс Раттиган разрабатывал свою пьесу «Росс», в центре которой была предполагаемая гомосексуальность Лоуренса. Росс начинал как сценарий, но был переписан для сцены, когда кинопроект провалился. Сэм Шпигель пришёл в ярость и попытался запретить показ пьесы, что помогло фильму получить известность. Дирк Богард согласился на роль в «Россе»; он описал отмену проекта как «мое самое горькое разочарование». Алек Гиннесс сыграл эту роль на сцене.
Лин и Сэм Шпигель вместе работали над «Мостом через реку Квай» и решили снова посотрудничать. Какое-то время Лин интересовался биографическим фильмом о Ганди, главную роль в котором должен был сыграть Алек Гиннесс, а сценарий написать Эмерик Прессбургер. В конце концов он потерял интерес к проекту, несмотря на обширную подготовительную работу, включая поиск места в Индии и встречу с Джавахарлалом Неру. Затем Лин вернул свое внимание к Т. Э. Лоуренсу. Columbia Pictures проявляла интерес к проекту Лоуренса ещё в начале 50-х годов, и проект был запущен, когда Шпигель убедил сопротивляющегося А. У. Лоуренса продать права на «Семь столпов мудрости» за 22 500 фунтов стерлингов.
Майкл Уилсон написал первоначальный вариант сценария. Лин был недоволен работой Уилсона, прежде всего потому, что его трактовка была сосредоточена на исторических и политических аспектах арабского восстания. Лин нанял Роберта Болта переписать сценарий, чтобы сделать его изучением характера Лоуренса. Многие персонажи и сцены являются изобретением Уилсона, но практически все диалоги в готовом фильме были написаны Болтом.
Сообщается, что Лин посмотрел фильм Джона Форда «Искатели» (1956), чтобы разработать идеи относительно того, как снимать фильм. Несколько сцен непосредственно напоминают фильм Форда, в первую очередь приход Али к колодцу, композицию многих сцен в пустыне и драматический выход из Вади-Рам. Биограф Лина Кевин Браунлоу отмечает физическое сходство между Вади-Рамом и долиной монументов Форда.
В интервью The Washington Post в 1989 году Лин сказал, что Лоуренс и Али были написаны как состоящие в однополых отношениях. Когда его спросили о том, был ли фильм «всепроникающе гомоэротичным», Лин ответил: «Да. Конечно, это так. Во всех отношениях. Я никогда не забуду, как однажды стоял там, в пустыне, с некоторыми из этих крутых арабских педерастов, одними из самых крутых, которые у нас были, и я вдруг подумал: „Он строит мне глазки!“ И он это делал! Так что это действительно пронизывает всю историю, и, конечно, Лоуренс был совсем, если не полностью гомосексуальным. В то время мы думали, что ведем себя очень смело: Лоуренс и Омар, Лоуренс и арабские мальчики». Лин также сравнил роман Али и Лоуренса в фильме с отношениями двух главных героев в его фильме 1945 года «Короткая встреча».

### Съёмка
Фильм был снят студией Horizon Pictures и распространен компанией Columbia Pictures. Основные съемки начались 15 мая 1961 г. и закончились 21 сентября 1962 г. Сцены в пустыне были сняты в Иордании и Марокко и в Альмерии и Доньяне, Испания. Первоначально фильм должен был быть полностью снят в Иордании; правительство короля Хусейна было чрезвычайно любезно в предоставлении материально-технической помощи, определении местоположения, транспорта и дополнительных услуг. Хусейн несколько раз посещал съемочную площадку во время съемок и поддерживал теплые отношения с актёрами и съемочной группой. Единственная напряженность возникла, когда иорданские официальные лица узнали, что английский актёр Генри Оскар не говорит по-арабски, но будет снят читающим Коран. Разрешение было предоставлено только при условии присутствия имама, чтобы убедиться в отсутствии неправильных цитат.
Лин планировал снимать в Акабе и на археологических раскопках в Петре, которые Лоуренс любил как место учёбы. Производство пришлось перенести в Испанию из-за дороговизны и вспышек болезней среди актёров и съемочной группы, прежде чем эти сцены могли быть сняты. Атака на Акабу была реконструирована в высохшем русле реки в Плайя-дель-Альгарробико, южная Испания (37°1'25" северной широты 1°52'53" западной долготы); она состояла из более чем 300 зданий и была тщательно воссоздана с учётом внешнего вида города в 1917 году. Казнь Гасима, нападение на поезд и экстерьеры Дераа были сняты в регионе Альмерия, причем съемки были отложены из-за внезапного наводнения. Горы Сьерра-Невада заменили Азрак, зимовье Лоуренса. Город Севилья использовался для обозначения Каира, Иерусалима и Дамаска, с появлением Дома Пилатa, Севильского Алькасара и Площади Испании. Все интерьеры были сняты в Испании, включая первую встречу Лоуренса с Фейсалом и сцену в палатке Ауды. Резня в Тафасе была снята в Варзазате, Марокко, с марокканскими солдатами, заменившими турецкую армию; Лин не мог снимать столько, сколько хотел, потому что солдаты были несговорчивыми и нетерпеливыми.
Производство фильма часто откладывалось из-за того, что съемки начинались без готового сценария. Уилсон уволился в начале съемок, и драматург Беверли Кросс тем временем работал над сценарием, прежде чем Болт занял его место, хотя ни один материал Кросса не попал в фильм. Ещё одна неприятность произошла, когда Болт был арестован за участие в демонстрации против ядерного оружия, и Шпигелю пришлось убеждать его подписать подписку о невыезде, чтобы его выпустили из тюрьмы и он продолжил работу над сценарием.
О'Тул не привык ездить верхом на верблюдах и находил седло неудобным. Во время перерыва в съемках он купил на рынке кусок поролона и прикрепил его к своему седлу. Многие статисты скопировали эту идею, и листы пенопласта можно увидеть на многих седлах для лошадей и верблюдов. Бедуины назвали О'Тула "Ab al-'Isfanjah" (أب الإسفناة), что означает "Отец губки". Во время съемок сцены в Акабе О'Тул чуть не погиб, когда упал со своего верблюда, но тот, к счастью, стоял над ним, не давая лошадям массовки растоптать его. По совпадению, очень похожая неудача постигла настоящего Лоуренса в битве при Абу-эль-Лиссале в 1917 году. Иордания запретила фильм за то, что он был сочтен неуважительным изображением арабской культуры. Египет, родина Омара Шарифа, был единственной арабской страной, давшей фильму широкий прокат, где он стал успешным благодаря поддержке президента Гамаля Абдель Насера, который высоко оценил изображение в фильме арабского национализма.
При съемке фильма использовалась технология Super Panavision, а это означало, что вместо анаморфных линз использовались сферические линзы, и изображение экспонировалось на 65-миллиметровом негативе, а затем печаталось на 70-миллиметровом позитиве, чтобы оставить место для звуковых дорожек. Быстрая нарезка была более беспокойной на широкоэкранном экране, поэтому создателям фильма пришлось использовать более длинные и плавные дубли. Съемка с таким широким соотношением сторон приводила к некоторым нежелательным эффектам во время проецирования, таким как своеобразный эффект "трепетания", размытие определённых частей изображения. Чтобы избежать этой проблемы, режиссеру часто приходилось изменять блокировку, давая актёру более диагональное движение, где трепетание было менее вероятным. Дэвида Лина спросили, сможет ли он справиться с CinemaScope: "Если бы у кого-то был глаз на композицию, проблем бы не было". О'Тул не разделял любви Лоуренса к пустыне и заявил в интервью: "Я ненавижу это".

### Музыка
Саундтрек фильма был написан Морисом Жарром, малоизвестным в то время и выбранным только после того, как Уильям Уолтон и Малкольм Арнольд оказались недоступны. Жарру дали всего шесть недель, чтобы сочинить два часа оркестровой музыки для фильма. Саундтрек исполнен Лондонским филармоническим оркестром. Сэр Адриан Боулт указан в титрах фильма как дирижёр, но он не смог дирижировать большей частью партитуры, отчасти из-за его неспособности адаптироваться к сложным таймингам каждой реплики, и Жарр заменил его в качестве дирижёра. Этот саундтрек принес Жарру его первую премию "Оскар" за оригинальный саундтрек и в настоящее время считается одним из величайших саундтреков всех времен, заняв третье место в списке двадцати пяти лучших саундтреков для фильмов Американского института кино.
Продюсер Сэм Шпигель хотел создать саундтрек с двумя темами, чтобы показать "восточную" и «британскую» стороны фильма. Предполагалось, что советский композитор Арам Хачатурян создаст одну половину, а британский композитор Бенджамин Бриттен - другую.
Оригинальная запись саундтрека была первоначально выпущена на Colpix Records, подразделении звукозаписи Columbia Pictures, в 1962 году. Ремастинг появился на Castle Music, подразделении Sanctuary Records Group, 28 августа 2006 года.
Марш Кеннета Элфорда "Voice of the Guns" (1917) занимает видное место в саундтреке. Одно из других сочинений Элфорда, «Марш полковника Боги», был музыкальной темой для предыдущего фильма Лина "Мост через реку Квай".
Полная запись саундтрека не была обнародована до 2010 года, когда Tadlow Music выпустила компакт-диск с музыкой, на котором Ник Рейн дирижировал Пражским филармоническим оркестром по партитурам, восстановленным Ли Филлипсом.

## Релиз

### Театральный релиз
Премьера фильма состоялась 10 декабря 1962 года на Одеон-Лестер-сквер в Лондоне (Королевская премьера), а в прокат в США он вышел 16 декабря 1962 года.
Оригинальная театральная версия длилась около 222 минут (плюс увертюра, антракт и финальная музыка). В послепремьерной записке (13 декабря 1962 года) отмечалось, что фильм состоял из 24 987,5 футов (7 616,2 м) 70-миллиметровой пленки или 19 990 футов (6090 м) 35-миллиметровой пленки. При проецировании 90 футов (27 м) 35-миллиметровой пленки каждую минуту это соответствует ровно 222,11 минутам. Ричард Мэй, вице-президент по сохранению фильмов в Warner Bros., отправил электронное письмо Роберту Моррису, соавтору книги о Лоуренсе Аравийском, в котором он отметил, что «Унесенные ветром» никогда не редактировался после премьеры и представляет собой 19 884 фута (6061 м) 35-миллиметровой пленки (без увертюры, антракта, интермеццо или финальной музыки), что соответствует 220,93 мин. Таким образом, "Лоуренс Аравийский" чуть более чем на 1 минуту длиннее "Унесенных ветром" и, следовательно, является самым длинным фильмом, когда-либо получившим "Оскар" за лучшую картину.
В январе 1963 года фильм был выпущен в версии, обрезанной на 20 минут; когда он был переиздан в 1971 году, была представлена ещё более короткая версия в 187 минут. Первый вариант сокращений был сделан по указанию и даже настоянию Дэвида Лина, чтобы смягчить критику продолжительности фильма и увеличить количество показов в день; однако во время реставрации 1989 года он переложил вину за сокращения на покойного продюсера Сэма Шпигеля. Кроме того, для первоначальных телевизионных и видео-релизов использовалась печать 1966 года, в которой случайно изменили несколько сцен, перевернув изображение.
Фильм был показан вне конкурса на Каннском кинофестивале 1989 года и на Международном кинофестивале в Карловых Варах 2012 года.
"Лоуренс Аравийский" был снова показан в кинотеатрах в 2002 году в честь 40-летия фильма.

### Восстановленная режиссёрская версия
Восстановленная версия была сделана Робертом А. Харрисом и Джимом Пейнтеном под руководством Дэвида Лина. Она была выпущена в 1989 году продолжительностью 216 минут (плюс увертюра, антракт и финальная музыка). Большинство вырезанных сцен представляли собой диалоговые последовательности, особенно те, в которых участвовали генерал Алленби и его штаб. Были вырезаны две сцены —брифинг Брайтона с Алленби в Иерусалиме перед сценой в Дераа и встреча британского персонала в полевой палатке — сцена брифинга Алленби до сих пор не полностью восстановлена. Большая часть отсутствующего диалога связана с написанием Лоуренсом стихов, на что, в частности, ссылается Алленби, говоря: "последним генералом поэзии, который у нас был, был Веллингтон". Начало второго акта существовало лишь в фрагментарной форме, где Бентли берет интервью у Фейсала, а также более поздняя сцена в Иерусалиме, где Алленби убеждает Лоуренса не уходить в отставку. Обе сцены были восстановлены в переиздании 1989 года. Также были восстановлены некоторые из наиболее наглядных кадров сцены резни в Тафасе, например, длинный панорамирующий снимок трупов в Тафасе и Лоуренса, стреляющего в сдающегося турецкого солдата.
Большая часть недостающих кадров имеет минимальный вес, дополняя существующие сцены. Одна сцена представляет собой расширенную версию последовательности пыток в Дераа, что делает наказание Лоуренса более откровенным. Существуют и другие сцены в сценарии, в том числе разговор между Аудой и Лоуренсом сразу после падения Акабы, короткая сцена турецких офицеров, отмечающих масштабы кампании Лоуренса, и битва при Петре (позже переработанная в первую атаку на поезд), но эти сцены, вероятно, не были сняты. Живые актёры дублировали свои диалоги, а диалог Джека Хокинса был дублирован Чарльзом Греем, который озвучивал Хокинса в нескольких фильмах после того, как Хокинс заболел раком горла в конце 1960-х годов. Полный список сокращений можно найти на IMDb. Причины сокращений различных сцен можно найти в примечаниях Лина к Сэму Шпигелю, Роберту Болту и Энн В. Коутс. Фильм длится 227 минут в последней режиссерской версии, доступной на Blu-ray и DVD.

### Телевидение и выпуск на видео
Вечером 28 и 29 января 1973 года телеканал ABC транслировал фильм в течение двух вечеров из-за продолжительности фильма. 21 августа 1977 года телеканал ABC повторил его в одном показе с 8 вечера до полуночи.
"Лоуренс Аравийский" был выпущен в пяти различных изданиях на DVD, включая первоначальный выпуск в виде набора из двух дисков (2001), за которым последовало более короткое издание на одном диске (2002), режиссерская версия с восстановленными сценами в высоком разрешении (2003), выпущенная как часть серии Superbit, как часть коллекции Columbia Best Pictures (2008), и в полностью восстановленном специальном издании The Director's Cut (2008).
Мартин Скорсезе и Стивен Спилберг помогли восстановить версию фильма для выпуска на DVD в 2000 году.

### Новая реставрация, Blu-Ray и театральное переиздание
Цифровая 8K/4K реставрация была сделана для Blu-ray и театрального переиздания Sony Pictures в 2012 году в честь 50-летия фильма. Blu-ray-версия фильма была выпущена в Великобритании 10 сентября 2012 года и в Соединённых Штатах 13 ноября 2012 года. Фильм получил однодневный прокат в кинотеатрах 4 октября 2012 года и двухдневный прокат в Канаде 11 и 15 ноября 2012 года, и он был переиздан в Великобритании 23 ноября 2012 года.
По словам Гровера Криспа, исполнительного вице-президента по реставрации в Sony Pictures, новая 8K-версия имеет такое высокое разрешение, что оно показывало серию тонких концентрических линий в узоре, "напоминающем отпечаток пальца" в верхней части кадра. Это было вызвано плавлением и растрескиванием пленочной эмульсии в условиях жары пустыни во время производства. Sony пришлось нанять третью сторону, чтобы свести к минимуму или устранить артефакты ряби в новой восстановленной версии. Цифровая реставрация была выполнена Sony Colorworks DI, Prasad Studios и MTI Film.
Цифровая восстановленная версия фильма в формате 4K была показана на Каннском кинофестивале 2012 года, на Международном кинофестивале в Карловых Варах 2012 года, на Международном кинофестивале имени Жанелы в Ресифи, Бразилия, и на фестивале кино и творчества Cinequest 2013 года в Сан-Хосе, Калифорния.
В 2020 году Sony Pictures включила фильм в многопленочный выпуск 4K UHD Blu-Ray, коллекцию Columbia Classics 4K UltraHD, включая другие исторически значимые фильмы из своей библиотеки, такие как "Доктор Стрейнджлав" и "Мистер Смит едет в Вашингтон". Позже фильм был выпущен отдельным двухдисковым сборником steelbook от Kino Lorber, оба из которых включали значительную коллекцию специальных функций.

## Приём
После выхода "Лоуренс Аравийский" имел огромный финансовый успех и получил широкое признание как критиков, так и зрителей. Визуальные эффекты фильма, саундтрек, сценарий и актёрская игра Питера О'Тула - все это получило всеобщую похвалу; фильм широко считается шедевром мирового кинематографа и одним из величайших фильмов, когда-либо снятых. Его визуальный стиль повлиял на многих режиссеров, включая Джорджа Лукаса, Сэма Пекинпу, Стэнли Кубрика, Мартина Скорсезе, Ридли Скотта, Брайана Де Пальму, Оливера Стоуна, Дени Вильнева и Стивена Спилберга, которые назвали фильм "чудом".
Американский институт кино поставил «Лоуренса Аравийского» на 5-е место в оригинале и на 7-е место в обновленном рейтинге "100 лет...100 фильмов" и первое место в его списке величайших американских фильмов "эпического" жанра. В 1991 году фильм был признан Библиотекой Конгресса "культурно, исторически или эстетически значимым" и отобран для сохранения в Национальном реестре фильмов Соединённых Штатов. В 1999 году фильм занял третье место в опросе Британского института кино среди лучших британских фильмов 20-го века, а в 2001 году журнал Total Film назвал его "потрясающе красивым и чрезвычайно интеллектуальным, как любой фильм, когда-либо снятый" и "безупречным". В 2002 году он вошёл в десятку лучших фильмов всех времен по результатам опроса режиссеров Sight & Sound. В 2004 году он был признан лучшим британским фильмом всех времен более чем 200 респондентами в опросе ведущих британских кинематографистов Sunday Telegraph. Игру О'Тула часто считают одной из величайших во всем кинематографе, она возглавляет списки Entertainment Weekly и Premiere. Т.Э. Лоуренс, которого сыграл О'Тул, попал список ста величайших героев в истории кино на десятое место.
"Лоуренс Аравийский" в настоящее время является одним из самых рейтинговых фильмов на Metacritic; у него идеальный рейтинг 100/100, основанный на семи рецензиях, что указывает на "всеобщее признание". Рейтинг одобрения на Rotten Tomatoes составляет 94%, основанный на 125 рецензиях со средним рейтингом 9,30 / 10 от критиков, единодушно заявляющих: "Эпос из всех эпосов, «Лоуренс Аравийский» укрепляет статус режиссера Дэвида Лина в пантеоне кинематографистов почти четырьмя часами, грандиозным размахом, блестящей постановкой и прекрасной съёмкой". Некоторые критики, в частности Полин Кейл, наряду с Босли Краузером и Эндрю Саррисом, раскритиковали фильм как неполное и неточное изображение Лоуренса.

## Призы и награды
«Оскар», 1963 год
Победитель (7):
- Лучший фильм
- Лучший режиссёр (Дэвид Лин)
- Лучшая работа оператора (в категории — цветные фильмы)
- Лучшая работа художника (в категории — цветные фильмы)
- Лучший звук
- Лучший монтаж (Энн Коутс)
- Лучший саундтрек

Номинации (3):
- Лучшая мужская роль (Питер О’Тул)
- Лучшая мужская роль второго плана (Омар Шариф)
- Лучший адаптированный сценарий (Роберт Болт)

«Золотой глобус», 1963 год
Победитель (4):
- Лучший фильм (драма)
- Лучший режиссёр (Дэвид Лин)
- Лучшая мужская роль второго плана (Омар Шариф)
- Лучшая работа оператора (в категории — цветные фильмы)

Номинации (3):
- Лучшая мужская роль (драма) (Питер О’Тул)
- Лучшая мужская роль (драма) (Энтони Куинн)
- Лучший саундтрек

«Британская академия», 1963 год
Победитель (4):
- Лучший фильм
- Лучший британский актёр (Питер О’Тул)
- Лучший сценарий британского фильма (Роберт Болт)
- Лучший британский фильм

Номинации (1):
- Лучший иностранный актёр (Энтони Куинн)[53].

## Культурный след
Кинорежиссер Стивен Спилберг считает этот фильм своим любимым фильмом всех времен и тем, который вдохновил его стать кинорежиссером, приписывая фильму, который он посмотрел четыре раза в течение четырёх недель подряд после его выхода, понимание: "Это был первый раз, когда я увидел фильм, я понял, что есть темы, которые не являются сюжетными темами, есть темы, которые являются темами персонажей, которые являются личными темами. [...] и я понял, что пути назад нет. Это было то, что я собирался сделать".
Кинорежиссер Кэтрин Бигелоу также считает этот фильм одним из своих любимых, говоря, что он вдохновил её на съемки «Повелителя бури» в Иордании. "Лоуренс Аравийский" также вдохновил множество других приключенческих, научно-фантастических и фэнтезийных историй в современной популярной культуре, включая франшизу Фрэнка Герберта «Дюна», франшизу Джорджа Лукаса «Звездные войны», «Безумный Макс: Дорога ярости» Джорджа Миллера (2015) и франшиза Disney «Холодное сердце».
Отсылка имеется и в фильме Стэнли Кубрика «Цельнометаллическая оболочка», в сцене диалога инструктора Хартмана и рядового Кучи:

— Как тебя зовут?
— Леонард Лоуренс, сэр!
— Лоуренс? Какой ещё, нахер, Лоуренс?! Аравийский?

В фильме Ридли Скотта «Прометей» андроид Дэвид, в одиночестве охраняя космический корабль во время долгого перелёта, часто пересматривает «Лоуренса Аравийского» и старается во всём подражать его главному герою, особенно отмечая трюк со спичкой и его вывод (робот вполне успешно пытается осознать нечто сложное, вроде буддийского коана). Дэвид красит волосы в светлый цвет, подражая Лоуренсу.